# Quiropterofilia
Se denomina quiropterofilia al síndrome de polinización en el que las plantas tienen flores con adaptaciones para atraer murciélagos y de esta manera asegurar su polinización

## Características de flores con quiropterofilia
Las principales características de las flores polinizadas por murciélagos o síndromes de quiropterofilia son las siguientes:
- Flores abren y disponen el polen y el néctar en la noche.
- Apertura de flor toma lugar tarde en el día.
- Partes llamativas (pétalos, sépalos o brácteas) color blanco, crema, amarillas o manchadas con verde o morado.
- Flores usualmente duran sólo una noche.
- Perfume durante la noche, olor fuerte, muchas veces a frutas, agrio, añejo o que sugiere fermentación.
- Flores robustas.
- Flores en forma de campana o de barreno.
- Grandes cantidades de néctar diluido (algunas veces mucilaginoso).
- Gran cantidad de polen, anteras grandes o muchas.
- Flores en posiciones expuestas (accesibles a murciélagos).

Las flores abren poco antes del anochecer, pero también algunas abren hasta después de la puesta del sol y empiezan a decaer en las primeras horas de la mañana. La antesis nocturna es fácilmente observada en las bananas, donde grandes brácteas cubren las flores que abren todas las noches.
Puede haber traslape entre las aves diurnas y los murciélagos crepusculares y así también entre inflorescencias polinizadas por aves y las polinizadas por murciélagos. Hay registros de aves que visitan algunas plantas con quiropterofilia.
En la planta Siphocampylus sulfureus (Lobeliaceae), que pertenece a un grupo con síndrome de ornitofilia, hay características intermedias entre ornitofilia y quiropterofilia. Si se compara esta especie con otras especies del mismo género que tienen el síndrome de ornitofilia, S. sulfureus tiene una corola con tubo corto y apertura amplia, apertura bajo el lóbulo de la corola, color amarillo en lugar de rojo, fuerte olor y néctar diluido.Sin embargo, si se compara con una especie del mismo género con síndrome de quiropterofilia, S. sulfureus tiene corola con apertura angosta y ápice corto, flores menos rígidas, menos orientadas hacia arriba y con tallos más cortos. Entonces, tomando en cuenta la delicadeza de la morfología floral, la antesis diurna y la dominancia de sacarosa en el néctar de estas flores, indican un síndrome de ornitofilia, por otra parte el fuerte olor, la producción nocturna de néctar y el color amarillo verdoso relacionan a esta planta con murciélagos. Esta planta se considera como una forma derivada dentro del grupo de los Syphocampylus ya que la mayoría de las plantas de este género se consideran como especies ornitofílicas. Dentro de esta familia, Lobeliaceae, se considera que la quiropterofilia ha evolucionado independientemente en varios géneros.
En Pseudobombax ellipticum (Bombacaceae), características de la flor tales como su estructura, dehiscencia de anteras, producción de néctar principalmente nocturna concuerdan con características de quiropterofilia, y sin lugar a duda los murciélagos como Leptonycteris sanborni, Choeronycteris mexicana y Glossophaga leachii (Phyllostomidae) son polinizadores eficientes innegables. Sin embargo, estos murciélagos nectarívoros no son los únicos polinizadores, tres características nos sugieren que las aves tienen o han tenido un papel importante en la polinización y en la evolución de estas flores, entre éstas, el color rojo en algunos morfos, el máximo de producción de néctar después del máximo de visitas de murciélagos, y la producción diurna de néctar.
El perfume de estas flores es muchas veces similar al de los mismos murciélagos. Algunas plantas tienen un olor a ácido butírico similar al encontrado en frutos dispersados por murciélagos. Los olores producidos en flores que atraen murciélagos nectarívoros, de las subfamilias Pteropinae y Macroglossinae del Viejo Mundo tienen olores similares a las frutas que también consumen
La exposición de las flores fuera del follaje puede ser obtenida poniendo brácteas en capas con espacio entre ellas como en muchas Bombacaceae. Produciendo flores arriba en tallos erectos como ocurre en Markhamia y Oroxylum o en la inflorescencia gigante de Agave. Otra estrategia es dejando que cuelguen abajo de las hojas en tallos similares a cordones (flagelifloría). Esta última ocurre en Musa, Parkia, Marcgravia entre otras y puede ser muy obvia en las especies de Macuna spp. en dónde los tallos de 10 m o más bajan las flores a lugares abiertos
La exposición de las flores también se logra colocándolas en el tronco o en las ramas (caulifloría). La caulifloría es prácticamente restringida al trópico con unos 1000 casos. Buenos ejemplos son Crescentia, Permentiera, Durio y Amphitecna. En algunos géneros como Macuna y Kigelia ocurre caulifloría y flagelifloría junto o alternando en varias especies
En adición si la planta es pequeña ésta es semejante a o crece como epífita o en rocas. De esta manera es posible el acceso por vuelo ascendente, esto ocurre en plantas como Markea neurantha (Solanaceae), Thecophyllum irazuense (Bromeliaceae), Vriesea glandiflora (Bromeliaceae) y en varias especies epífitas de cactus. Por otra parte las plantas herbáceas con quiropterofilia, comunes en el Nuevo Mundo, son más grandes que las especies relacionadas con otros síndromes de polinización. Algunas flores polinizadas por murciélagos duran dos o tres días pero muchas (especialmente las que tienen forma de pincel) duran solamente un día.
Las flores polinizadas por murciélagos ofrecen alimento a sus polinizadores tal como néctar, polen o raramente brácteas carnosas azucaradas. Esto último ocurre en Freycinetia (Pandanaceae), donde las flores también tienen conexión con polinización por aves o por otros grupos. La especie F. insiginis, de Indonesia, es polinizada por zorros voladores y difiere de las especies polinizadas por aves en que tiene fuerte olor y que las inflorescencias abren en la tarde, esta flor ofrece brácteas dulces. En F. baueriana de Nueva Zelanda posiblemente adaptada para ser polinizada por murciélagos del género Mystacina (Mystacinidae), extintos o raros en la isla, podría estar siendo polinizada por el marsupial Trichosurus vulpecula, que llega a comer de las suculentas brácteas que también sirven de alimento para la rata Rattus rattus y para el ave Prosthemadera novaesselandiae. Las especies Bassia y Madhuca tienen una corola muy dulce y fácilmente despegada. En este tipo de flores no se encuentran grandes cantidades de polen ni de néctar
Las flores polinizadas por murciélagos producen más néctar que cualquier flor polinizada por otro grupo, esto relacionado al gran tamaño de los murciélagos. En Ochroma lagopus y O. grandiflora hubo producción de néctar de 7 y 15 ml. En el Nuevo Mundo las flores con quiropterofilia tiene un néctar rico en glucosa, mientras que en el Viejo Mundo el néctar es rico en sacarosa.
Heithaus et ál. (1974) encontró una utilización de néctar diferente en las flores de Bauhinia pauletia según el tamaño del murciélago, los más grandes llegan en grupo, se posan y toman el néctar de las inflorescencias, hacen pocas visitas, pero toman un tiempo relativamente largo en cada visita, mientras que los murciélagos pequeños hacen varias pero muy cortas visitas, probablemente lamen pequeñas cantidades de néctar en cada visita, revoloteando frente a la flor.
El polen de ciertas flores tipo pincel (que también ofrecen néctar) es comido por los murciélagos. Esto ocurre en el Nuevo Mundo y en el Viejo Mundo en familias como Myrtaceae, Bombacaceae, Sapotaceae, Fabaceae-Mimosoideae, Agavaceae y Cactaceae. Grandes cantidades de polen pueden ser proveídos por muchos estambres o por anteras muy grandes o por una mezcla de flores masculinas con otras hermafroditas. El alargamiento de anteras es obvio en Ceiba, Bauhinia, Agave, Eugenia cauliflora. La multiplicación de estambres puede ser observada en Pseudobombax con cientos de estambres o en Andansonia que tiene de 1500 a 2000 anteras.
También se sugiere que mucho polen o muchas o grandes anteras compensan la diferencia del gran tamaño del polinizador en relación con el área estigmática más que ser una recompensa para los murciélagos. Howell (1974) afirma que Leptonycteris sostiene su requerimiento proteico con polen, que es suficiente en calidad y en cantidad. Ella también dice que la composición química del polen de flores polinizadas por murciélagos está adaptada a la utilización por éstos, y es diferente a la composición de polen de especies relacionadas que son polinizadas por otros animales o por viento. Estas flores producen un copioso polen con abundante complemento de aminoácidos esenciales y una abundancia de dos aminoácidos de especial importancia para los murciélagos. Esto puede ser considerado como parte de la coevolución del síndrome de quiropterofilia de estas flores.

## Distribución
La polinización por murciélagos ocurre principalmente en los trópicos desde el nivel del mar hasta los 3600 m s. n. m., donde las heladas son frecuentes durante la noche. En Costa Rica se ha informado en alturas de 2400 metros. Los murciélagos polinizadores se hallan principalmente donde hay una sucesión de flores adecuada para poder proveer sus necesidades de néctar durante todo el año. Por esta razón algunos murciélagos en los estados sureños de los Estados Unidos y en el norte de México realizan migraciones durante el verano, siguiendo la floración de los cactus y los agaves. El límite latitudinal se extiende cerca de los 30° a ambos lados del ecuador.

## Diversidad
Al menos 500 especies de plantas en el neotrópico son polinizadas por murciélagos. Según Howell (1980) la mayoría de las especies de plantas del Nuevo Mundo polinizadas por murciélagos existen en sitios que son de pobres a medianos en diversidad de especies. En el bosque seco un 13 a un 18 % de la vegetación son formas de plantas polinizadas por murciélagos, mientras en sitios húmedos es de un 6 a un 10% y en montano húmedo apenas de 0 a 2%. Muchas de estas plantas están altamente agrupadas, con las copas en el dosel muchas veces tocándose entre sí (Hymenaea) a moderadamente agrupadas (Bombacopsis, Marcgravia, Macuna, Luehea, Crecentia). Otras especies se encuentran relacionadas con sitios riparios (Inga spp., Pachira aquatica) o en sitios planos (Ceiba, Crecentia). Muchos géneros son comunes en vegetación secundaria o sitios alterados y como tales existen en lugares con suelos pobres donde la diversidad de especies está en aumento (Bauhinia, Bombacopsis, Ceiba, Calliandra, Eugenia, Inga, Luehea, Macuna, Ochroma).

## Comportamiento de murciélagos polinizadores
El comportamiento de forrajeo de los murciélagos de ambos hemisferios parece estar determinado por la interacción de los propios atributos del murciélago, como el tamaño, el sitio de percha y la distribución del alimento. En algunas megaquirópteros de África, se observó que el gran Eidolon helvum come en las ramas periféricas, mientras que el pequeño Epomops franqueti come en la parte profunda del follaje. Por otra parte en África también el murciélago Epomophorus gambianus llega a comer más temprano que Rousettus aegypticus o Nanonycteris veldkampii. En el oeste de Malasia, Eonycteris spelaea viaja en grupos grandes, 38 km desde su sitio de percha en cavernas hasta los sitios de alimento. Se conoce que estos murciélagos comen al menos de 31 especies de plantas que están ampliamente distribuidas en espacio y en estación de floración. En el mismo sitio el pequeño Macroglossus que percha en árboles, solo o en grupos pequeños, busca alimento haciendo repetidos viajes a unas pocas especies de plantas cercanas que permanecen con flor durante todo el año.
En el Nuevo Mundo los murciélagos llegan a las plantas en el atardecer pero no siempre llegan a la misma hora en noches sucesivas. Ellos se mueven de árbol en árbol, y usualmente un mismo árbol es visitado repetidas veces durante una noche, las visitas a las flores duran pocos segundos.
Heithaus et ál (1974) sugiere que en Bauhnia pauletia hay una diferencia en la utilización de recursos por los murciélagos. Los murciélagos grandes como Phyllostomus discolor buscan alimento en grupos y aprovechan las flores que se encuentran arriba, mientras que los murciélagos pequeños como Glossophaga soricina usualmente buscan alimento solos y aprovechan las flores que están abajo.
También se ha encontrado una relación directa aunque no significativa en el tamaño y las distancias voladas por un murciélago. Heithaus et al (1975) encontraron que las especies grandes como Artibeus jamaicensis vuelan en promedio distancias mayores a 400 m y podrían estar utilizando especies de plantas ampliamente distribuidas, mientras que las pequeñas, como Artibeus phaeotis, volaban en promedio distancias de 250 m. Las especies que vuelan a mayores distancias al igual que los megaquirópteros anteriores, buscan alimento en grupos al contrario de las pequeñas que buscan alimento solas.
En el bosque tropical seco muchas especies de murciélagos polinizadores son frugívoras durante la estación lluviosa. En algunos casos aunque los murciélagos no son visitantes fieles, ya que presentan muchas veces cargas mixtas de polen, si son visitantes muy móviles que desplazan el polen a grandes distancias y lo distribuyen en varios árboles, promoviendo la polinización cruzada.
Las cargas mixtas de polen en los murciélagos ha cuestionado varias veces su eficiencia como polinizadores. Según varios estudios, las plantas pueden minimizar la llegada de polen extraño mediante varios métodos. Howell (1977) encontró que en Inga marginata y Bahuinia ungulata, dos especies polinizadas por murciélagos y que florecen en la misma época, la producción de néctar se daba en diferentes momentos. También el polen es depositado en diferentes partes del cuerpo del murciélago, dependiendo de la morfología de la flor de cada especie de planta (Howell 1977, 1980).
Para los murciélagos el olor y el olfato son muy importantes para localizar las flores, por lo que muchas de las características de las flores que son visitadas por estos animales, están relacionadas con estos sentidos.